# 加藤宣幸
加藤 宣幸（かとう のぶゆき、1924年6月27日 - 2018年2月17日）は、日本の政治活動家、実業家。世田谷区議会議員（1期）、日本社会党機関紙経営局長を歴任。貴島正道・森永榮悦とともに、構革派三羽烏と称された。

## 来歴
加藤勘十・きみの長男として、東京市芝区でうまれる。東京府立電気工業学校（現在の東京都立産業技術高等専門学校）を卒業後、働きながら府立工業高等専門学校（後の東京都立大学 (1949-2011)工学部）2部機械科で学ぶ。東京工業大学で燃料の研究に従事していたときに、敗戦を迎える。
1945年に日本社会党が結成されると、仲間とともに社会党に入党し、職員となる。1951年から54年にかけて世田谷区議会議員をつとめ、その後左派社会党に復職した。1958年、江田三郎が組織委員長に就任すると、加藤は組織部副部長として江田を補佐することとなり、そのときに江田に構造改革論の存在を教え、江田を構造改革派とする。その後、江田を書記長とすることに尽力。江田書記長の下で、構造改革論が社会党の方針に採用されると、加藤は構革派三羽烏の一人と称され、構造改革論の理論家として活動した。一方で、機関紙経営局長として社会新報の有料化を実現。松下圭一とともに『国民政治年鑑』『国民自治年鑑』を発行するなど、社会党の機関紙活動の拡充に尽力した。
しかし、社会党内では佐々木更三派・社会主義協会との派閥対立に敗れる形で、構造改革派の勢いは失われていった。1969年、社会党に見切りをつけて、社会党本部職員を退職し、新時代社を創設。出版業やロシアとの貿易に従事した。
晩年には、2004年にメールマガジンオルタを創刊し、様々な社会運動の支援に奔走した。
2018年、自宅で急死。93歳没。